# 古剑奇谭三：梦付千秋星垂野
《古剑奇谭三：梦付千秋星垂野》是一款由上海烛龙开发、网元圣唐发行的动作角色扮演游戏，为古剑奇谭系列的第三部单人游戏作品。游戏于2014年12月立项，简体中文版于2018年11月23日上市，繁體中文版與英文版於2019年11月15日發布（由DLC直接新增）。

## 世界觀

### 故事
一個只流傳於魔域之中，甚少為人所知的妖族 - 辟邪，其族人突然活躍現身。因辟邪王將死，為了有人能領導其族而尋回幼年流落人間的辟邪少主回到王城，承繼王位。

## 出場人物介紹

### 主要人物
- 北洛

男主角，三百多歲，辟邪王族，上古人族缙雲轉世，性格与哥哥同样地骄傲强势。玄戈的孿生弟弟，因是双生子，與玄戈之間受辟邪本能影響，會相互吞噬對方的力量。幼年時被其他辟邪追殺，因母妃不忍便派侍衛孚彥將其送往人界，因在靈氣稀薄的人界無法像其他辟邪一樣正常成長，在人界受牙山山神庇護數百年才開啟靈智，下山後便被師父曲寒庭收養(支線隱藏劇情提及北洛身世之謎)。在主線劇情開頭，玄戈知道自己不久後將死，於十年前命羽林去人界尋回北洛。在羽林將北洛帶回天鹿城後，玄戈指定北洛繼任辟邪王。內心相當排斥使用妖力，只想作為人在人界生活。後在各種事件發生後，了解自己妖力的特點並接受它。初期使用的配劍為無爭，為師父曲寒庭所贈，為“君子无争”之意，在黃帝陵附近與巫炤一戰後無爭受到嚴重損壞無法使用，後於鼎湖黃帝陵尋獲縉雲生前的配劍太歲。得到太歲後開始漸漸夢見縉雲的部分記憶，在後期劇情中證實自己正是縉雲的轉世，身上跟缙云 同樣擁有巫之血的靈力。最後結局中與雲無月回到人界探視垂老的岑櫻，並與雲無月身穿辟邪王族服飾，暗示二人成婚，登基為新王。
- 雲無月

女主角，四千多歲，魇族，性格冷淡。因魇族可活万年之久，并没有如人族一般丰富的情感。在行事方面干脆果断，心中有自己的准则，面對強敵絕不輕易屈服，与同族夜長庚不合，却并非因其能力低下，而是夜长庚理念脾性失之狭隘阴毒。幼時受缙云教養，居住在白梦泽，受到人族思维与观点的影响，而被同族視為異類，對縉雲之事非常熟悉，因魇族幼体魇兽十分弱小，活至成年的寥寥无几，因此认为縉雲会一直待在她的身邊。魇族幼年时没有性别，成年后可以选择性别，选择成为女性。雲無月成年后曾被穹隆國師所擒，镇在地牢，日夜如受刀斧之刑。為了逃脫她不停修煉，逃出牢笼后寻国师报仇。穹隆国重佛法，国师身亡后，穹隆國滅國，此事令雲無月至今仍無法忘卻。千年之前為了避免一位大妖屠殺人族城池，以自己的聲音為代價換取夜長庚的幫助，最終在夜長庚的協助下護住了城池也擊殺了大妖。因坠落时羽甲燃烧照亮夜空，受其庇护的妖族遂尊稱其為霒蚀君，其意为“月蚀”。因魇族之間有所禁制無法向夜長庚奪回聲音，但在故事後期北洛從夜長庚處奪回雲無月的聲音並將其歸還。由於四百年前被魔重傷，向時任辟邪王玄戈借用天鹿城底下古厝迴廊里的混沌之气充盈之地休養，與玄戈約定當有人手持信物蜃珠進入白夢澤(幻境)，便會跟在他身邊一段時日。最後結局中與北洛回到人界探視垂老的岑櫻，並與北洛身穿辟邪王族服飾，暗示二人成婚，成為新王妃。
- 岑纓

女主角，黃帝後人，博物學會成員。對黃帝陣法之術略知一二，也擅長風水堪輿學術，非常仰慕黄帝。喜歡將所見所聞畫下來做為紀錄。性格坦率，也喜歡各種美觀的東西，對北洛、雲無月的原形非常好奇，卻被北洛反駁「小孩子別管這麼多家家事」，在劇情後期對鄢陵異變發揮了關鍵作用，也曾前往天鹿城協助修復天鹿城大陣。凌星見評她為「精神力不太行，靈力卻有成長空間」。在結局動畫中，她遊歷四方與青丘之國，育有一子，並將自己的經歷寫成書，而她與孫女在北洛與雲無月默默的關注下頤養天年。
- 姬轩辕/長柳

男主角，人族帝王，世稱「黃帝」，有熊部落族长。命格為天元一氣格，死後因卦象變化，原極陰卦象轉為極陽，由於此命格之故，將自己鎮於西陵，用以鎮壓西陵的魔氣。擁有非常強大的精神力，並令其形成夢域經天輪數千年, 在夢中發現有魔入侵，為防魔族經赤水而進入人界，自己引誘魔族進入再將其一舉滅去。生前修建百神祭所，並以為兵戈來消滅入侵人界的魔族。故事初期以梦境域主的形态暗中帮助北洛一行人，後使用斬三屍之法化出分神「長柳」幫助北洛。缙云戰死亂羽山後，為了幫助他再入輪迴，姬軒轅將他的殘魂收入鑄魂石，並安放於百神祭所之下，以待縉雲轉世能再來取回。北洛將巫炤殺死後，他將西陵的法陣修復，並回到經天輪後等待北洛他們回來作最後的道別。
- 原天柿

種族為黃金飛天鼠，小名柿餅，家園的總管。因被北洛救過而一直跟在他身邊以圖報答。擅長烹飪，亦會飛行，牠也是黃金飛天鼠群的領導者。

### 其他人物

#### 天鹿城
- 玄戈

辟邪王北洛的孿生哥哥，辟邪王族，為前任辟邪王。10年前被始祖魔所傷，在風晴雪的藥支持下派羽林將北洛從人界帶回，自己則出外巡視光明野，為第一位發現魔族異變者，之後將王位傳给北洛，隨後死亡，並在死後留下部分妖力給北洛繼承。
- 霓商

前任辟邪王玄戈的王妃，協助玄戈和北洛處理王務。出身於辟邪王族旁支，與玄戈成親兩百多年並育有一對兒女。
- 嵐相

辟邪王室旁支血脈，武力高強的將領，性格高傲，並且輕視非王族血脈的辟邪。對自己身懷王室血脈感到驕傲，於第一次魔侵天鹿時手持王劍運轉天鹿城大陣，但由於自身體內血脈之力不夠濃郁無法支撐天鹿大陣而昏迷。在第二次魔侵天鹿時為了救慈幼房的孩子而戰死。
- 羽林

辟邪王室血脈，玄戈的左膀右臂，處事謹慎。對人界也相當了解，与轻视人族的岚相不同，认为人族依靠自己的能力，也能有令人惊奇的创造。擅長烹飪，因而學會人界各種美食佳肴，在天鹿城女性中非常受欢迎。10年前受玄戈之命前往人界將北洛帶回天鹿城。在第二次魔侵天鹿時為保護天鹿城陣樞戰死。
- 應壘

剛進入王族侍衛不久的年輕辟邪，與羽林在保護天鹿城陣樞時被魔族重傷，北洛即時趕到擊退魔族，隨後於天鹿城休養。
- 夕朝

辟邪族的孤兒，與北洛一樣並非在天鹿城出生，缺少天鹿城的灵力供养，所以發育比其他正常辟邪遲緩。曾經與慈幼房老師到光明野外面採摘藥草，不憤遭到魔族襲擊，幸好嵐相剛好經過將其救下。相當崇拜嵐相。
- 孚彥

前任辟邪王族侍衛，在三百年前奉前任辟邪王妃之命護送北洛到人界，躲避元老會手下辟邪的追殺。最後為引開追兵將北洛留在牙山。
- 奎

四千年前的辟邪王族。因身受重傷被困於魔域的魔之骸，在縉雲等人誤闖魔域後，給予他們指引並給予縉雲辟邪之力，多年後在巫炤的協助下與縉雲等人離開魔域。
- 風晴雪

古劍奇譚一代女主角。於三代開始前來到天鹿城並結識許多朋友，10年前獲得能承載荒魂的辟邪之骨，在三代結束後，於一代桃花幻夢結局中復活百里屠蘇。她在天鹿城期間一直在幫助玄戈治療傷勢，玄戈死後因擔憂天鹿城有變於是繼續留下來幫助辟邪族。

#### 人族
- 凌星見

廬山星工辰儀社，是星工辰儀社的天才，為星工辰儀社內定的下任掌門。因預感有災難降世，卜卦尋找破局之機，而在鼎湖找到北洛一行人，隨後調派各修行門派人手應對魔族入侵人界之事。凌星曜是他兄長。
- 曲寒庭

北洛之師。在北洛離開牙山不久後被曲寒庭夫婦收養。不僅教授北洛武藝，更教授他為人在世的道理。
- 謝柔

北洛師娘。曾經讓蘇家人收養過北洛，後來蘇家因懼怕北洛身上的妖力，師娘於心不忍便將北洛再接回來撫養。
- 豫珍

蘇家人，短暫收養過北洛，但因北洛救蘇家一事而懼怕他身上的妖力，最後將北洛交還曲寒庭夫婦。
- 賀沖

半妖，人族與狼妖混血。古考會第二把交椅，懷慶義弟，後懷慶被巫炤抓住而成為巫炤的僕從，在巫炤與司危的命令下行動，而後期被司危植入夢魂枝成為鄢陵法陣的陣眼。
- 懷慶

古考會老大，懐曦後人。性格怯懦，故古考會實際權力在義弟賀沖手上，相當重視賀沖。後幫助北洛一行人激發百神祭所靈力消滅魔族。
- 葛術

博物學會成員，岑纓與秋文曲的老師。其師門一系研究靈力千年以上，她希望即便是沒有靈力的常人也能夠對抗魔族，接著蒐集到北洛、雲無月與魔族的靈力於融天儀中，而後與吳為製造出能對抗魔族的武器-靈火銃。
- 秋文曲

博物學會成員，岑纓的師兄。專精古文方面的研究。曾於無名之地獲得巫炤一族眼睛圖案的線索，他推測此與血、星辰有關。
- 吳為

博物學會成員，岑纓的師兄。研究靈力上千年，在葛術的協助下製作出靈火銃以對抗魔族。
- 劉兄

陽平居民，玳族後人。平時以寫小說維生。「義陽未狂生」是他書中的化名，書籍「青丘塵中記」是他的得意之作。在陽平夢域事件中被捲入夢境，在北洛的幫助下得以甦醒，後幫助北洛一行人激發百神祭所靈力消滅魔族。隨後打算將其經歷寫成「首山夢時書」
- 余夢之

陽平居民，平時依靠裁縫維生。三年前被夜長庚所迷惑，為了救重病的父母，而對當時為她的丈夫-越三郎下手，之後抑鬱成疾，對越三郎滿懷愧疚。

#### 上古人族
- 縉雲

父為三苗族，母為玳族，玳族曾有先祖获得巫祖源血，以血为名，却实际上是一种可随转世承袭的灵力，因此身懷巫之血。昔日黃帝軒轅麾下第一大將，劍法天下第一，姬轩辕、嫘祖、巫炤等人好友，為北洛的前世。在雲無月幼時曾经救过她，經常去白夢澤，並教導她人族的文字，雲無月的雲字便是來自於此，縉雲經常向她講述人族的故事，偶爾會帶她四處遊歷。在破獍之戰時為救部下，不慎中了獍妖的陷阱而誤闖魔域，卻也結識當時的辟邪族-奎，为救部下在成败不可知的情况下接受辟邪之力，跟部下被困於魔域多年，後再巫炤和奎的幫助下返回人界。配劍太歲是由西陵工匠婆烨所造，遇到辟邪族后融入了辟邪骨血，因此非人可駕馭，縉雲則是憑著強橫的精神與肉體才能使用，然而因長期使用太歲、以及接受辟邪之力带来的副作用導致身體承受極大負擔。而後魔族再次入侵人界，縉雲拖著受辟邪之力侵蝕的身軀趕赴集瀧救人，後又馬上趕赴西陵，但為時已晚，西陵城破。得知巫炤屠殺被縉雲救下的集瀧人後大怒，又有在有熊居住的西陵人被巫炤逼迫自殺一事，最後在候翟的建議下，以饕餮部所有人性命為餌，設計斬殺巫炤，在斬殺巫炤後戰死於亂羽山一役，本應魂飛魄散，但因辟邪之力護住其命魂得以輪迴轉世，姬轩辕尽力收集了残魂后温养在百神祭所，后由北洛所得。
- 巫炤

西陵部族，縉雲昔日的戰友，與嫘祖、司危同族。他是西陵巫之堂中最强的一人，也是西陵的最強“鬼師”，身份尊贵不可言，身邊跟著一隻會說話的鳲鳩。當年為了救在破獍之戰中失蹤的縉雲，而學習破開空間的方法，並在奎的幫助下成功將縉雲等人帶回人界。而後魔族再次入侵人界時，想趕回西陵卻在亂羽山被魔族絆住，趕回西陵後只見片地西陵人屍首。得知姬軒轅與縉雲做出的選擇後，巫炤盛怒，認為西陵被拋棄，便帶著巫之堂四處屠殺，無論人魔，皆不留活口。縉雲為阻止他的瘋狂只得將其斬殺，他的頭顱甚至被縉雲砍下，數千年後在巫之堂儀式下重返人間。他痛恨魔族與人族，為了報復，巫炤藉由半魂蓮的力量使陽平與其他城鎮的居民陷入沈睡，並在夢境中指引魔族前往人界，甚至在夜長庚的協助下撕開光明野屏障，使魔族侵入辟邪王城，打算藉由魔族讓所有黃帝後人、人族與魔族全滅。
- 司危

西陵部族，嗜殺，巫炤部屬，因巫之堂儀式緣故與巫炤一同重返人間。相當依賴巫炤，彼此之間親如手足。
- 嫘祖

西陵部族長，姬轩辕之妻，縉雲、嫘祖、巫炤、司危等人好友。當年魔族再次入侵時，集瀧正好在準備花食節因此聚集了許多部族，所以嫘祖以狼煙方式讓姬軒轅先派人去集瀧支援，自己則死守西陵，後於西陵戰死。
- 懐曦

出身西陵，為嫘祖、巫炤、司危等人好友，後在無名之地(巫炤之墓)入口成為人牲。
- 婆燁

出身三苗族，後遷居西陵，為鑄劍師，太歲、辟邪族天鹿城王劍天鹿皆由他一手打造。
- 戎冬

有熊部族，黃帝麾下貔部頭領，縉雲戰友，與縉雲交手數次卻屢屢戰敗於對方。魔族再次入侵人界，他受姬軒轅之命趕赴西陵支援。
- 候翟

巫炤當年近侍，為了避免生靈塗炭，曾向縉雲建言誅殺巫炤，而後自己在西陵入口成為人牲。
- 蒙琚

三苗族人，縉雲之父。
- 如采

集瀧人，對縉雲一見鍾情卻不知對方名字。魔族再次入侵人界時差點死在集瀧，所幸被縉雲救下，卻死於巫炤之手。

#### 妖族
- 白喬

見思族，雲無月在魔域偶然救下的妖族，並送去辛商城託付給與雲無月相識的大魔。定居辛商城之後經常會有其他妖魔來拜訪她，然而她卻越來越落寞。認為只有雲無月能夠看到真正的自己。
- 風裡霜

夢境遙夜灣沙海的寄靈族第六任族長。與其他四處漂泊的寄靈族不同，風裡霜一行人長年定居於姬轩辕的夢域之中。在夢境中對抗魔族時非常吃力，後由北洛一行人協助下成功擊退魔族，得知來意後下令其他寄靈族人幫助北洛一行人。
- 夜長庚

魇魅族，與雲無月相識，性格與雲無月相反，極其卑劣、記仇，喜食七情六慾，尤喜人族痛苦之情並以此為樂。千年之前雲無月陷入大妖穆狩之局時，與雲無月交換條件(他協助保護城中妖族，而雲無月借他聲音)。余夢之夢境事件的幕後黑手，在被雲無月破局後被巫炤抓住，隨後與巫炤合作在魔域打探北洛消息，並引來大天魔赤厄陽前往攻打辟邪王城。
- 越三郎

烏金燕族，三年前與余夢之成親，並且深愛著她。由於過去曾在無意間放走了夜長庚的獵物，夜長庚為報復並對余夢之設局，誘惑她以夢魂枝殺死越三郎。
- 越七郎

烏金燕族，負責聯絡各地妖族與人族，一同抵抗魔族。
- 越十五

烏金燕族，負責聯絡各地妖族與人族，一同抵抗魔族。
- 烏金燕大長老

為烏金燕族的大長老，在北洛到訪烏衣國時說明余夢之事件的真相，並讓越三郎跟北洛一行人前往陽平余家向余夢之了結相關因果。
- 牙山山之靈

只在「巨獸之影」支線劇情出現。北洛年幼遺落人界時被孚彥帶至此地，並在此渡過多年歲月。
- 穆狩

大妖。千年之前設局，讓人族和妖族相互鬥爭，好讓自己能夠得到更多魂魄以煉製屍魂之器，與雲無月展開爭鬥，後被雲無月所殺。

#### 魔族
- 赤厄陽

居住於魔域碑淵海，為較年輕的大天魔。在百年前成為大天魔，在巫炤指引下攻打天鹿城。
- 心魔

不擅長戰鬥，卻擅長挑撥離間以達到目的，能看到人族與辟邪族的內心想法，也能變成獍妖相貌。

#### 夢域中人物
- 萬奚

玳族戰士頭領。當初領一部分玳族人來到巫之國尋找玳族聖物，踏入巫之國前在永生之煌與其他玳族戰士達成協議喝下不老藥，與巫祖結下契約後成為守淵人，一生都得留在永生之堭不得離開。
- 天海

玳族戰士，負責護送齊音來巫之國尋找巫祖，並從巫之國獲得巫之血。生存的年代為縉雲的七百年前。
- 比木

玳族戰士，負責護送齊音來巫之國尋找巫祖，並從巫之國獲得巫之血。生存的年代為縉雲的七百年前。

## 世界觀與設定

### 常世
天界、地界、人界三者的合稱。

### 天星盡搖
每隔幾年就會發生的天象。與此同時會造成魔族異變

### 巫之國
傳說中巫祖所在之處，需通罪淵，再穿過永生之堭，才能抵達。當年只有天海、比木有活著回來。

### 魔域
魔族所在的世界，有始祖魔、大天魔等非常強大的魔族，亦有下等魔等較弱小的魔族，除魔族以外還有部分妖族居住。

###### 天鹿城
是辟邪族在魔域開闢的一處，為辟邪族的王城，其下方古厝迴廊深處可通往人界，王城周圍佈有由人族佈下的天鹿法陣，此陣的陣眼-辟邪王劍「天鹿」也是人族所鍛造，只有辟邪王之力可以支撐法陣。

###### 光明野
天鹿城外的區域，屬於辟邪族的勢力範圍，光明野與天鹿城的景象皆是由辟邪族變造而來，其周圍亦有陣法抵禦魔族，但力量遠不及天鹿城大陣。

###### 古厝迴廊
位於天鹿城下方，此處混沌之氣充盈。其深處有魔域通往常世的通道，辟邪族在此之上建立天鹿城，並世代鎮守於此，不讓魔族前往常世。

###### 辛商城
妖魔居住的大城。與雲無月相識的大魔、見思族的朋友白喬皆居住於此。

###### 碑淵海
為魔域一處，此處盤據了幾位大天魔，勢力強大，大天魔赤厄陽便來自此處。天鹿城距離此地不算遙遠。

### 魔族

###### 始祖魔
力量遠在大天魔之上，是魔族中最強，數千年前有兩名始祖魔發現辟邪王城並與辟邪發生戰爭，姬軒轅表示這就是魔帝蚩尤攻打常世的前兆，當時辟邪族無法向人界傳信，以致幾近滅族，也造成魔族後來入侵人界時，人界並無防備而死傷慘重。

###### 大天魔
實力強大，足以統領一方的魔族。

###### 高階心魔
擅長蠱惑人心的一種魔族。

###### 霧刃魔
一種力量強悍，擅長白刃戰的魔族。

###### 飛羽魔
飛於空中，行動快速的一種魔族。

###### 異種
每當星象有變，魔域就會誕生這種魔族出現，體型旁大。會將其他魔族吸收，產生出更強的魔。

###### 下等魔
最低階的魔。雖然是最下等的魔，但是力量對凡人而言已經足夠可怕。

### 妖族

###### 辟邪族
辟邪為一支妖力強大的妖族，他們在數千年前生活在常世人界，後到魔域開闢光明野與天鹿城，因為比起在人界，魔域更適合辟邪生存。
辟邪約六十四載成年，可生存數百年甚至數千年，辟邪死後其屍骨將完全消失，然而辟邪之骨可以承載荒魂。
辟邪族中的王族具有往來空間之力，辟邪王更可以輕易來往常世、魔域等不同空間，他們的力量可以在短時間穿過空間一次。
辟邪族生性好戰，舉族皆可為戰。他們世代鎮守在魔域與常世人界通道之間，其王城經常有魔族入侵，大小戰爭不斷，也因此有不少辟邪受傷甚至死亡，人族風晴雪來到天鹿城後，辟邪族便向她請教不少治療法術。
辟邪之力具有壓制魔氣的力量，亦可侵蝕人族身體，吞噬與辟邪之力不同的靈力，就連巫之血也可以吞噬。縉雲佩劍「太歲」便是由此打造而成。

###### 魇魅族
魇魅族又被稱為「最接近魔的妖族」，幼時為魘獸，只有極少數能長成，且能生存數千年甚至萬年，成年後大多獨居互不往來；而大約活到五百年後會獲得「聲音」的力量，這種力量足以迷人心智使人癲狂而死。魘族之間彼此存在禁制無法相互殺害。

###### 寄靈族
寄靈族生活於夢域中的前靈境，大多寄靈族會在各個夢域間四處漂泊，除了風裡霜一族比較特殊以外。而魇魅族以精神力為食，寄靈族也是魘的果腹之物，導致寄靈族相當仇視魇魅族。

###### 烏金燕族
大多居住於烏衣國。外觀上與一般燕子並無太大差異，因此經常出現於人族的居住之地。且此族也能自由進出夢域。

###### 見思族
擁有強大的精神力且無法自由控制，甚至足以影響其他妖魔的心神，以至於在其他妖魔眼中的見思族，相貌為他們懷戀、思念不已的存在，很少有人能看到見思族真正的模樣。

### 上古人族

###### 玳族
上古人族一支，具有承載外來靈力、并且随之改变的體質，如若承載战力不强、却对别族有用的能力可能面临被捕杀灭族的境地，但若承載強力的靈力便可成為強大的戰士。
萬奚、天海、比木、縉雲、劉兄祖先皆為玳族人，劉兄亦為玳族後裔

###### 三苗族
上古人族一支，縉雲之父蒙琚即為三苗族人。

## 开发
2014年12月，《古剑奇谭三》正式立项。开发团队认为前作的全即时战斗系统完成度不够高，所以《古剑奇谭三》会朝这个方向继续深化，战斗为全即时，场景中直接开战，不再切换单独的战斗场景。
《古剑奇谭三》开发实际耗时约3年，项目投资规模约为4000万元人民币，共有约50名开发人员参与其中。

## 发行
E3 2017上，发行商网元圣唐确认游戏将于2018年发行。2018年2月7日，《古剑奇谭三》曝光了首部宣传动画，游戏开始进入宣传期。2018年8月20日，《古剑奇谭三》试玩版向玩家开放。2018年9月，官方宣布游戏将于11月23日发行。
2020年7月，发行商网元圣唐宣布《古剑奇谭三》销量已达到136万。